# Guangzhou-Hankou-spoorlijn

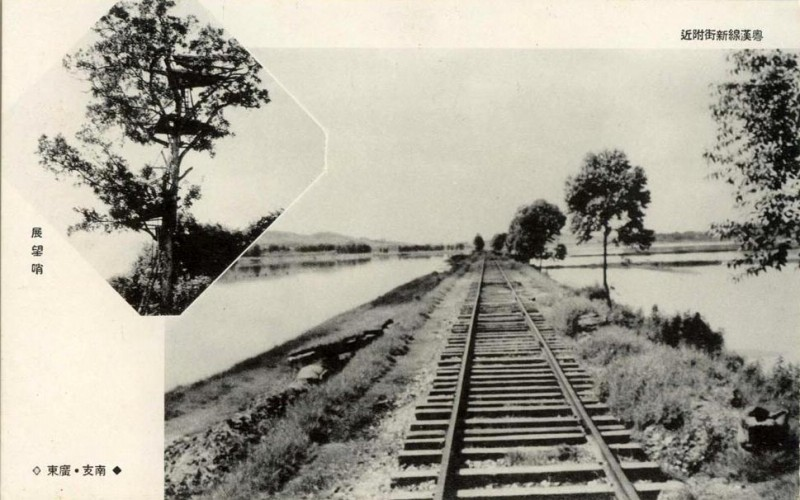
De spoorlijn in 1939

Kaart van Guandong uit 1920, de route van de spoorlijn is duidelijk zichtbaar ingetekend

De Guangzhou-Hankou-spoorlijn of Yuehanspoorlijn verbindt de belangrijke havenstad Guangdong met Hankou. Deze laatste ligt aan de noordelijke oever van de Yangtze en is opgegaan in Wuhan.
In 1896 werd een Keizerlijke organisatie opgericht om de ontwikkeling van een Chinees spoorwegnet te stimuleren. Diverse buitenlandse partijen werden uitgenodigd om spoorwegen aan te leggen op basis van langdurige concessies.
In 1897 werd een concessie voor de Peking-Hankou-spoorlijn toegekend aan een Belgisch consortium met Franse financiering. Groot-Brittannië was destijds de dominante buitenlandse mogendheid in China en met name in de Yangtsevallei. Door de Belgen de concessie te gunnen zou deze belangrijke spoorlijn buiten Britse invloed blijven. 
Om te voorkomen dat de hele route tussen Peking en Guangzhou in Belgisch/Franse handen zou komen, werd actief gezocht naar Amerikaanse betrokkenheid bij de Guangzhou-Hankou-spoorweg. In april 1898 werd de concessie toegekend aan de Amerikaanse China Development Company (ACDC). Deze maatschappij werd in 1895 opgericht om spoor, mijnbouw en andere industriële concessies te behalen in China. In 1900 begon de aanleg van de spoorlijn, met het zuidelijke eindpunt aan de oostelijke oever van de Parelrivier.
In het contract stond in artikel XVII dat ACDC de concessie alleen kon overdragen aan andere Amerikanen. ACDC was een beursgenoteerd bedrijf en de Belgen kochten aandelen in de markt en verkregen zo een meerderheidsbelang. In december 1901 konden twee Belgen als bestuurder aantreden. Een diplomatieke crisis brak uit toen de Chinese autoriteiten daar achter kwamen, het hele traject vanaf Peking kwam immers in handen van het consortium wat niet de Chinese intentie was. Met de dreiging om de concessie in te trekken kocht de Amerikaanse bankier JP Morgan in november 1904 een groot belang in ACDC, maar de concessie werd op 19 november 1904 geannuleerd. Morgan eiste een schadevergoeding van US$ 18 miljoen, maar nam uiteindelijk genoegen met US$ 6,75 miljoen. Dit laatste bedrag was de som van een schadevergoeding van US$ 3 miljoen voor de aanleg, de daadwerkelijk kosten waren maar US$ 1 miljoen, en US$ 3,75 miljoen voor de concessie.
Na de overname ging de bouw in een laag tempo verder. Er was gebrek aan geld en na de val van de Qing-dynastie viel China uiteen met diverse krijgsheren aan het hoofd. De spoorweg werd pas voltooid in 1936. In 1937 brak de Tweede Chinees-Japanse Oorlog uit. De spoorlijn werd gebombardeerd en uiteindelijk in 1944 tijdens Operatie Ichi-Go veroverd. Pas na de Chinese Burgeroorlog kon aan het herstel van de spoorlijn serieus worden gewerkt. Door het ontbreken van een brug over de Yangtze werden de spoorwegwagons in Wuhan met een pont over de rivier naar de zuidelijke oever gezet. Vandaar kon de reis naar Guangdong worden vervolgd. In 1957 kwam de Wuhan-Yangtzebrug gereed waardoor deze omslachtige bootreis niet meer nodig was.